# Flugunfall der Skyways bei Tripolis 1949
Der Flugunfall der Skyways bei Tripolis 1949 ereignete sich am 4. Februar 1949. An diesem Tag verunglückte eine Douglas DC-4/C-54A-1-DO der Skyways, die sich auf einem interkontinentalen Charterflug von Nairobi nach London mit Zwischenstopps in Khartum und Tripolis befand, im Anflug auf den Flughafen Tripolis. Infolge des Unfalls starb von den 53 Insassen an Bord ein Besatzungsmitglied.

## Maschine
Das Flugzeug war eine während des Zweiten Weltkriegs im Werk der Douglas Aircraft Company in Santa Monica, Kalifornien als Militärversion C-54A-1-DO gebaute Douglas DC-4 mit der Werknummer 7464, die nach ihrer Endmontage am 31. Januar 1944 mit dem militärischen Luftfahrzeugkennzeichen 42-107445 für die United States Army Air Forces (USAAF) an die United States Navy ausgeliefert wurde. Nach ihrem Dienstende bei der USAAF ging die Maschine 1945 mit dem militärischen Luftfahrzeugkennzeichen NL-309 die Regierungsflotte des Königreichs der Niederlande über. Die Maschine wurde anschließend in eine zivile DC-4 umgebaut und zum 20. Dezember 1945 an die KLM Royal Dutch Airlines verkauft, bei welcher sie mit dem Kennzeichen PH-TAK in Betrieb ging. Am 14. Mai 1947 übernahm die britische Skyways Ltd. die Maschine und ließ sie mit dem Luftfahrzeugkennzeichen G-AJPL zu. Das viermotorige Langstreckenflugzeug war mit vier Sternmotoren des Typs Pratt & Whitney R-2000-2SD-13G Twin Wasp ausgestattet.

## Insassen
Die Maschine wurde vom War Office gechartert, um Militärpersonal aus Nairobi nach London auszufliegen. Es befanden sich 44 Passagiere und 9 Besatzungsmitglieder an Bord.

## Unfallhergang
Die Maschine befand sich aus westlicher Richtung im Anflug auf Tripolis, wobei mit Sichtweiten von zwei Meilen schlechte Sicht herrschte und es stark regnete. Als sich die Maschine im Gegenanflug in 700 Fuß Höhe befand, versagte das Triebwerk Nr. 4 (rechts außen) und kurz darauf auch das Triebwerk Nr. 3 (rechts innen). Es kam daraufhin zum Strömungsabriss. Der Kapitän verlor die Kontrolle über die Maschine, die in ein Waldstück stürzte. Durch den Unfall wurden 15 Insassen verletzt, während 37 unverletzt blieben. Ein Besatzungsmitglied starb.

## Ursachen
Als Unfallursache wurde das Versäumnis des Kapitäns, eine sichere Flughöhe beizubehalten, festgestellt. Der Kapitän habe die verfügbare Leistung an beiden linken Triebwerken hochfahren können, um die Maschine nach dem Ausfall der beiden rechten Triebwerke weiter in der Luft zu halten. Der Grund für dieses Versäumnis des Kapitäns konnte nicht ermittelt werden. Der Ausfall der beiden rechten Triebwerke wurde durch Kraftstoffmangel aufgrund einer unzureichenden Kraftstoffmenge im rechten Tank verursacht. Dieser Kraftstoffmangel war das Ergebnis der Tatsache, dass die Tragflächentanks während der letzten Flugphase zunehmend ins Ungleichgewicht geraten waren. Ein Versuch des Flugingenieurs, unter Notbedingungen die rechten Triebwerke aus den linken Tanks quer zu speisen, sei gescheitert, weil der Vorgang nicht rechtzeitig abgeschlossen wurde.